# Baloži
Baloži (deutsch Rollbusch) ist eine Stadt in Lettland, die sich zwölf Kilometer südlich des Stadtzentrums von Riga befindet.
Die Stadt liegt auf sumpfigem Gebiet, welches bis zum Zweiten Weltkrieg noch  bewaldet war. Der Ortsname stammt von einer damaligen Försterei.

## Geschichte
1947 wurde die Torf-Fabrik Baloži gegründet, um die sich bald Arbeitersiedlungen bildeten. 1974 wurde das Ortsgebiet erheblich vergrößert. An der Straße von Riga nach Bauska entstand der neue Ortsteil Titurga als Arbeitersiedlung für die Baukolonne der Kolchose des benachbarten Ķekava. 1991 wurde Baloži das Stadtrecht verliehen.
Trotz öffentlicher Proteste wurde die Stadt 2009 im Zuge einer Verwaltungsreform ein Teil des Bezirks Ķekava (Ķekavas novads).